# N/JOY
N/JOY – The World of Objects ist der Name eines Softwarepakets, das eine vollständige Arbeitsumgebung zur Erzeugung und Verwaltung von Dokumenten zur Verfügung stellt. N/JOY war nur für das Betriebssystem OS/2 von IBM verfügbar. Der Name ist vom englischen Wort enjoy (genießen) abgeleitet; der Schrägstrich dürfte eine Anspielung auf die Schreibweise von OS/2 sein.
N/JOY wurde von der Vienna Software Publishing-EDV Software VerlagsGmbH hergestellt und vertrieben. 1992 erschien die letzte Version, 2.0.
Das Programm passte auf zwei 3,5"-Disketten. N/JOY erscheint auf der OS/2-Oberfläche (Workplace Shell) wie ein ganz normales Programm. Nach dem Start füllt N/JOY den gesamten Schirm und funktioniert als eigene Benutzeroberfläche (ähnlich Microsoft Bob).

## Die Bedeutung von N/JOY
N/JOY ist längst veraltet, weist aber eine außergewöhnliche grafische Benutzeroberfläche (GUI) auf und wird in der Fachliteratur hin und wieder wegen seiner exotischen Oberfläche und Bedienung erwähnt.

## Bedienung
Jeder neue Benutzer beginnt mit einer Arbeitsoberfläche, die Raum genannt wird. Es ist möglich, weitere Räume zu erzeugen, die als virtuelle Bildschirme fungieren können.
N/JOY verwendet keine der üblichen Bedienelemente wie Drop-Down-Menüs oder Buttons. Nur bestimmte Fenster für Einstellungen erscheinen im konventionellen Stil. Stattdessen gibt es für jede Funktion ein Symbol – Objekt genannt. Schriften werden durch Bleistift-Objekte verkörpert, die Kopierfunktion erscheint als Fotokopiergerät, die Suchfunktion als Suchhund usw. Dazu kommen noch bekannte Elemente wie Ordner, Schränke und ein Papierkorb. Alle Objekte werden aus dem Katalog (blaues Objekt rechts unten) ausgewählt.
Auf dem Bild sieht man:
- in der Mitte ein Textdokument mit dem Titel Wikipedia und dem Text „Hallo, Wikipedia!“
- darunter (von links nach rechts) Objekte für Seitenzahlen, Zwischenablage, Drucker, E-Mail und den Katalog (siehe oben)
- darüber (von links nach rechts) die Suchfunktion, einen Ordner, einen Kasten und die Hilfefunktion
- links (von oben nach unten): Den Ausgang (beendet N/JOY), die Tür zu einem Raum namens Archiv, einen Behälter für Bleistifte, zwei Kopierer, einer davon auf fünf Kopien eingestellt, eine Farbpalette, mit deren Hilfe der Kopierer gefärbt wurde, zwei Bleistifte (die aktive Schriftart ist Helvetica, Größe 16 fett), den Papierkorb und eine Vorlage für Dokumente.

Die Bedienung erfolgt, wie bei OS/2 üblich, mit einer Zwei-Tasten-Maus. Mit der rechten Maustaste werden Objekte markiert. Mit der linken Maustaste werden Objekte aktiviert. Beim Aktivieren wird die Funktion, die das aktivierte Objekt verkörpert, auf das markierte Objekt angewendet.
Beispiel: Um ein Objekt zu kopieren, markiert man es (mit einem Rechtsklick) und klickt dann mit der linken Maustaste auf das Fotokopiergerät. Sofort erscheint neben dem Fotokopiergerät die Kopie. Die Zahl auf dem Fotokopiergerät gibt die Anzahl der Kopien an. Es ist möglich, mehrere Fotokopiergeräte zu haben, die auf eine unterschiedliche Anzahl von Kopien eingestellt sind.
Auf dieselbe Art funktionieren auch die anderen Objekte: Statt einem Menü für Schriftarten hat man Bleistifte, von denen jeder eine Schriftart und Schriftgröße verkörpert. Der Bleistift der aktuell ausgewählten Schriftart erscheint in Schreibposition aufgestellt. Man kann die Bleistifte kopieren und einzeln verändern.
N/JOY kann Dokumente mit verschiedenen Bereichen (Textverarbeitung, Tabellenkalkulation) erzeugen, Daten aus anderen Dokumenten oder Datenbanken übernehmen und aktuell halten sowie Formulare und Serienbriefe erzeugen.
In Verbindung mit einem Server kann N/JOY als Mehrbenutzersystem arbeiten.